# Pierre Biard il Giovane
Pierre Biard il Giovane, oppure Pierre Biart il Giovane o Pierre II Biard (Parigi, 1592 – Parigi, 28 maggio 1662), è stato uno scultore e architetto francese.

## Biografia

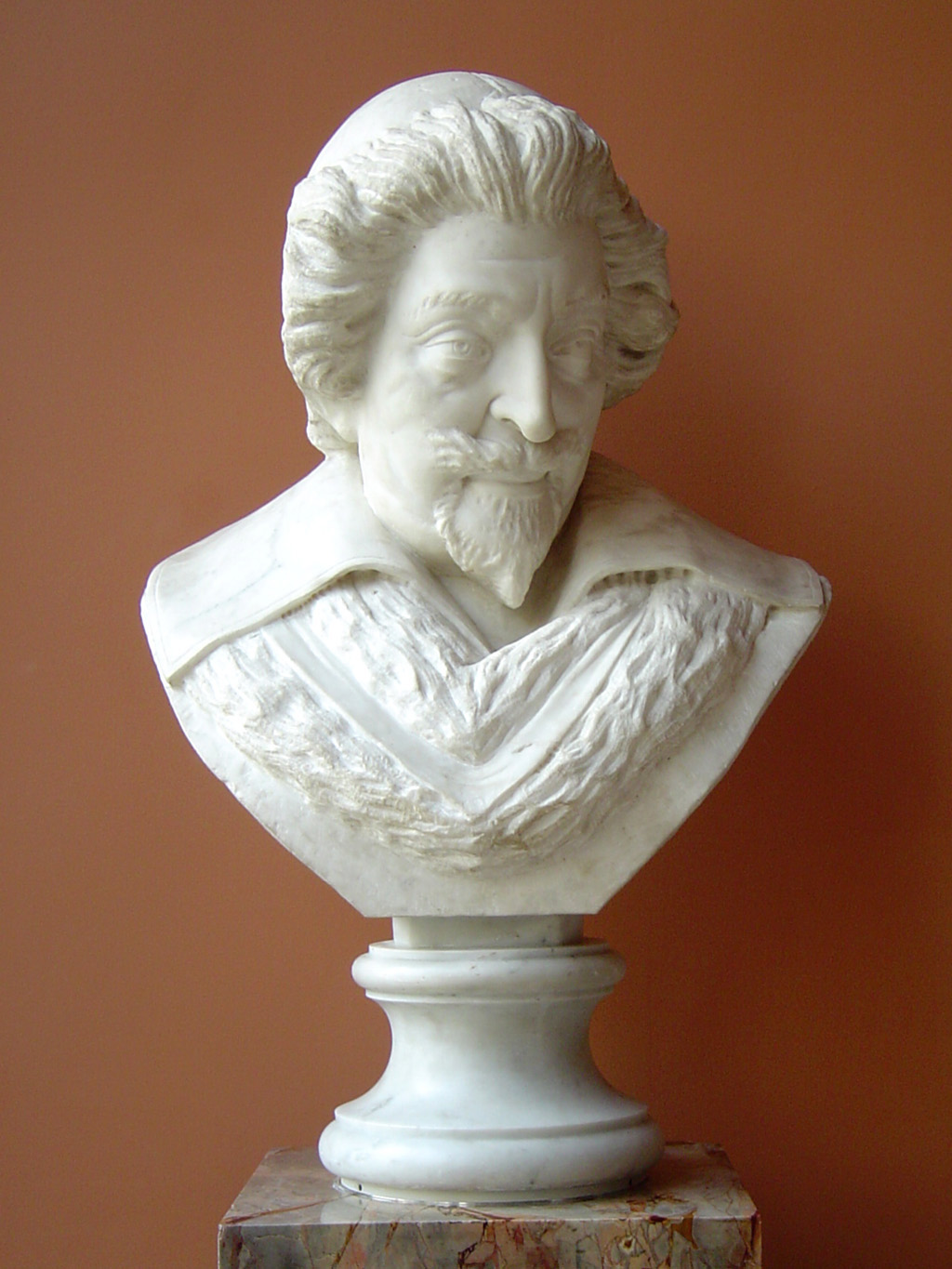
Nicolas Le Jay (1640), Museo del Louvre

Pierre Biard il Giovane nacque a Parigi nel 1592, pronipote dell'architetto Colin Biard (1460-1525), noto per la costruzione del Pont Notre-Dame intorno al 1500, nipote di Noël Biart (1520-1570), architetto che lavorò al Museo del Louvre (1551-1568) e al castello di Fontainebleau (1568-1570), figlio di Pierre Biard il Vecchio (1559-1609), conosciuto per le sue sculture al castello di Fontainebleau.
Pierre Biard il Giovane studiò inizialmente nello studio di suo padre.
Ottenne la nomina di scultore del re nel 1609, diventando poi valletto del re da 1619 al 1633.
Pochi esempi della sua arte sono sopravvissuti. È accreditato per l'opera funeraria di Nicolas Le Jay (dopo il 1636), per le tombe installate nel convento dei Minimes de la Place Royale. Oggi rimane solo il busto del defunto (Parigi, Museo del Louvre), così come l'opera funeraria di sua moglie Madeleine Marchand, scolpita da Thomas Boudin (Parigi, Museo del Louvre). Un'altra attribuzione è il ritratto equestre di Luigi XIII di Francia (su un cavallo di bronzo eseguito da Daniele da Volterra e riutilizzato), eretto sulla Place Royale nel 1639, ora distrutto.
Pierre Biard il Giovane fu anche l'autore della tomba di Charles de Valois, duca di Angoulême (la sua effigie funebre è ora conservata nella Biblioteca storica della città di Parigi).
Nel 1642, Rachel Cochefilet, vedova del ministro Sully, ha commissionato una grande statua di fronte a suo marito collocato nel castello Villebon fino al 1793. L'opera è ora nel castello di Sully-sur-Loire.
Potrebbe essere l'autore del camino nord della grande sala del palazzo del Louvre.

## Opere
- La Seine  e Le Rhône, in coronamento della fontana dei Medici, nel giardino del Lussemburgo (circa 1630);
- Busto di Nicolas Le Jay, Custode dei sigilli, marmo, Parigi, Museo del Louvre (dopo 1636);
- Monumento equestre di Luigi XIII sulla Place Royale, distrutto, (1639);
- Tomba di Charles de Valois, duca di Angoulême, Parigi, Hotel Lamoignon, Biblioteca storica della città di Parigi;
- Statua ai piedi di Maximilian of Bethune, Duca di Sully, Sully-sur-Loire, Museo del castello (1642)
- Anfitrite su una conchiglia, studio per una scultura in bronzo, Parigi, Museo del Louvre.